# Trunsbach
Koordinaten: 50° 56′ 23″ N, 9° 39′ 28″ O
Trunsbach ist ein ehemaliges Rittergut und ein heute weiterhin landwirtschaftlich genutzter Hof mit langer Geschichte und einem repräsentativen barocken Fachwerk-Gutshaus in der Gemarkung von Niederthalhausen, einem Ortsteil der Gemeinde Ludwigsau im nordhessischen Landkreis Hersfeld-Rotenburg.

## Geographie
Der Hof liegt auf 284 m Höhe zwischen Niederthalhausen im Nordwesten und Gerterode im Südosten über dem westlichen Ufer des Trunsbachs, der rund 500 m weiter nördlich in den Fulda-Nebenfluss Rohrbach mündet. Ein Wirtschaftsweg von der Landesstraße L3254 am Nordufer des Rohrbachs führt nach Südwesten zum Hof Trunsbach. An diesem Zufahrtsweg liegt, umgeben von Büschen und Bäumen und halb verdeckt, die „Schmidtmühle“.

## Das Gutshaus
Das von einer Anzahl von Wirtschaftsgebäuden im Norden, Osten und Süden umgebene, sehr repräsentative Gutshaus mit seinen rund 26 × 11 m Grundfläche erhebt sich auf einem steinernen Hochsockel in zwei Stockwerken mit jeweils fünf durch rechteckige Fensterpaare gekennzeichneten Zonen. Das Fachwerk ist im Obergeschoss etwas lebhafter als im Untergeschoss und zeigt in rhythmischem Wechsel hohe Mannformen zwischen den Fensterpaaren und niedrige Fußstrebenpaare unter den Fenstern. Der Bau wird von einem Schopfwalmdach mit Schleppgauben gedeckt. Die beiden Hauseingänge befinden sich über einer erst 1933 angebauten Treppe.

## Geschichte
Der Hof wurde bereits 1363 als Drumspach und 1375 als Trumspach urkundlich erwähnt.
Da ihre Burg Ludwigseck im Dreißigjährigen Krieg stark zerstört worden und nicht mehr bewohnbar war, zog die Familie Riedesel zu Eisenbach 1630 auf den nahe gelegenen Burgsitz Trunsbach und richtete sich dort ein. Der Gutsbereich kam somit zum Riedeselschen Gericht Ersrode. Noch bis 1741 war der Hof Wohnsitz eines Zweigs der Familie. Danach wurde das Gut verpachtet und schließlich verkauft.